# Siyavouch Novrouzov
Siyavouch Novrouzov est un homme politique azerbaïdjanais, membre des IIe, IIIe, IVe, Ve et VIe législatures de l'Assemblée nationale d'Azerbaïdjan.

## Biographie
Siyavouch Novrouzov est né le 17 février 1969 dans le village de Jahri de la région de Babek, République autonome du Nakhitchevan.
Il est diplômé de la faculté de droit de l'Université d'État de Bakou et de la faculté d'administration d'État et municipale de l'Académie d'administration publique sous la présidence de la République d'Azerbaïdjan. Il parle anglais et russe. Il est l'auteur de 3 livres.

### Carrière
Siyavouch Novrouzov est président du comité des affaires régionales de l'Assemblée nationale. Il est le chef du groupe de travail sur les relations interparlementaires Azerbaïdjan-Chine, membre des groupes de travail sur les relations avec les parlements des États-Unis d'Amérique, d'Autriche, de Bulgarie, d'Italie, de Lettonie et du Maroc.
Il est membre de la délégation azerbaïdjanaise à l'Assemblée parlementaire de l'OTAN.

### Famille
Il est marié et a deux enfants

## Prix
- Ordre de la Gloire[2]
- Ordre pour le service à la Patrie